# Philipp Aaron
Philipp Aaron (auch Lipman, Liepmann, Liebman, Elese, Elieser; * 1703 in Frankfurt (Oder); † 22. August 1787 in Schwerin) war ein deutscher Medailleur und Stempelschneider.
Philipp Aaron war ab 1739 Hofpetschierstecher in Schwerin, von 1750 bis 1787 war er an der Schweriner Münze, wo seit 1771 auch sein Bruder Abraham Aaron arbeitete, als Hof-Wappen- und Stempelmacher angestellt. Er signierte P.A., so etwa 1749/50 Medaillen auf Herzog Christian Ludwig II.
Sein jüngerer Bruder Nathan Aaron (Joseph Nahta, 1705–1773) war zuerst Hofjude in Dömitz bei Herzog Karl Leopold, wurde 1749 in die Residenzstadt Schwerin berufen, wo er in Konkurrenz mit der länger ansässigen Familie von Ruben Hinrichsen stand, und stieg zum Haupt der neu sich aufbauenden jüdischen Gemeinde auf, der einen Rabbiner unterhielt.
Aarons zweite Frau hieß Märle und war die Schwester seiner verstorbenen ersten Frau. Sein Schwiegervater war der Hamburger Mordche. Aaron hatte mindestens eine Tochter. Sie hieß Zärtche und war mit dem Petschierstecher Meier aus Landsberg an der Warte verheiratet. Das Paar lebte laut dem Verzeichnis aller im Jahre 1767 in Mecklenburg-Schwerin wohnenden Schutzjuden von Oluf Gerhard Tychsen im 1767 in Güstrow.

## Einzelbelege
1. 1 2  Norbert Francke, Bärbel Krieger: Die Familiennamen der Juden in Mecklenburg. In: norbertfrancke.de. Verein für jüdische Geschichte und Kultur in Mecklenburg und Vorpommern e. V., 2001, abgerufen am 19. November 2020.
2. ↑  Die Juden von Schwerin. Abgerufen am 21. März 2020.

| Personendaten    | Personendaten                                        |
| ---------------- | ---------------------------------------------------- |
| NAME             | Aaron, Philipp                                       |
| ALTERNATIVNAMEN  | Aaron, Philipp Liepmann Elieser (vollständiger Name) |
| KURZBESCHREIBUNG | deutscher Medailleur und Stempelschneider            |
| GEBURTSDATUM     | 1703                                                 |
| GEBURTSORT       | Frankfurt (Oder)                                     |
| STERBEDATUM      | 22. August 1787                                      |
| STERBEORT        | Schwerin                                             |